# Tsubasa wo kudasai
Tsubasa wo Kudasai (翼をください?, lett. "Datemi delle ali") è una canzone giapponese scritta da Michio Yamagami e composta e arrangiata da Kunihiko Murai.

## Descrizione
Tsubasa wo Kudasai fu pubblicato dal gruppo folk Akai tori il 5 febbraio 1971 come lato B di Takeda no komoriuta. Originariamente composta nel 1970 come canzone per il concorso per compositori professionisti Nemu Popular Festival '70, tenutosi nel resort Nemu no Sato della città di Hamajima (浜島町), nell'ex distretto di Shima (oggi città di Shima), la canzone venne eseguita dai membri del gruppo due ore prima della registrazione.
Il 25 settembre 1973 Sumiko Yamagata pubblicò una cover del brano nel suo album Seconda raccolta di album folk di Yamagata Sumiko "Ano hi no koto wa", portando il brano al successo commerciale. Nel 1976 il brano comincia a comparire nei libri scolastici di musica. Dopo esser stato inserito in un libro scolastico da Shōji Hashimoto, editore di libri di testo di belle arti, è divenuto celebre come coro, venendo trattato sempre più spesso nell'ambito dell'istruzione scolastica dalla seconda metà degli anni '70. Per questo motivo in Giappone è una canzone ampiamente conosciuta.
Il 23 gennaio 1991 Kaori Kawamura ne realizzò una cover, divenuta presto hit con circa 280 000 copie vendute. Il 12 novembre 1997 il brano venne ripubblicato come cover in un singolo dell'ex membro degli Akai Tori Junko Yamamoto, raggiungendo nel gennaio 1998 le 25 000 copie vendute, 10 volte le vendite iniziali (dati della Toshiba EMI). Quest'ultima versione venne utilizzata nel gennaio 1998 come sigla per il dorama della TBS Ai no gekijō: Kaze ni naritai. Altre cover fatte da ex membri degli Akai Tori sono quella del gruppo TSU-BA-SA, formato dai membri del gruppo Kami Fūsen (Etsujirō Gotō e Yasuyo Hirayama), pubblicata nel 1991 nell'album ANGEL ON THE ROOF (con il titolo cambiato in Tsubasa wo kudasai '90s) e quella pubblicata come singolo dai Kami Fūsen & Friends il 1 aprile 1998.
Dall'incontro disputato con gli Emirati Arabi Uniti (avvenuto il 26 ottobre 1997 per le qualificazioni del Campionato Mondiale di calcio) in poi, la canzone è stata usata come coro da stadio dai tifosi della nazionale giapponese. Nel 1998, il gruppo The Tsubasas, formato da Etsuko Komiya, Jiei Kabira e Shū Yamamoto, ne approfittò incidendo una nuova versione, pubblicata nel mini-album del marzo dello stesso anno Sakkā Tengoku(lett. "Il paradiso del calcio"). Junko Yamamoto la cantò anche alle Olimpiadi invernali di Nagano 1998.
Il pezzo ha conquistato il 9º posto nelle classifiche della JASRAC sulla distribuzione delle royalties dei brani giapponesi negli anni 2012 e 2015.
Nel 2007 è entrato a far parte della raccolta indetta dal ministro della cultura per le 100 canzoni giapponesi più celebri Nihon no uta hyakusen (日本の歌百選?, lett. "Selezione di 100 canzoni giapponesi").
Nel 2009 viene interpretata da Megumi Hayashibara ed inclusa nella colonna sonora del film di Hideaki Anno Evangelion: 2.0 You Can (Not) Advance, e da qui il brano varcherà i confini nazionali e verrà conosciuto anche all'estero.